# エンドレス・ラブ (曲)
「エンドレス・ラブ」 (Endless Love) は、1981年8月1日にリリースされたライオネル・リッチーとダイアナ・ロスによるデュエット曲である。

## 概要
フランコ・ゼフィレッリ監督による同名映画『エンドレス・ラブ』の主題歌であり、アカデミー主題歌賞にノミネートされた。また、全米シングルチャートにて9週間連続で首位（年間トータルでは2位）、そしてヨーロッパ各国でもシングルチャートにて上位を記録するなど、世界的な大ヒットとなった。その他、アメリカビルボード社が10年間の統計でヒット曲に順位を付ける『イヤー・オブ・ディケイド・チャート』の1980年から1989年においても2位にランクインしている。
2013年のバレンタインデー特集として、アメリカ・ビルボード社が選出した「"Love"が付く楽曲ベスト50」においては、第1位に選ばれている。

## チャート成績
| 国 (1981年)    | 最高位 |
| -------------- | ------ |
| オーストラリア | 1位    |
| オランダ       | 10位   |
| ノルウェー     | 8位    |
| スウェーデン   | 5位    |
| スイス         | 6位    |
| イギリス       | 7位    |
| アメリカ       | 1位    |

## ルーサー・ヴァンドロスとマライア・キャリーのバージョン
ルーサー・ヴァンドロスとマライア・キャリーによるバージョンは、ルーサーのアルバム『ソングス』の為にレコーディングされ、1994年8月29日（日本盤は9月29日）にシングル盤が発売された。
マライアとルーサーのヴァージョンはBillboard Hot 100で最高位は2位を記録し、チャートには20週留まった。

### 日本盤トラック・リスト
1. エンドレス・ラブ
2. エンドレス・ラブ (マライア・オンリー)
3. エンドレス・ラブ (ルーサー・オンリー)
4. エンドレス・ラブ (インストゥルメンタル)

### チャート成績
| チャート（1994年）               | 最高順位 |
| -------------------------------- | -------- |
| アメリカ（Billboard Hot 100）    | 2        |
| イギリス（全英シングルチャート） | 3        |

## その他のカバー
他にもケニー・ロジャースなど、数多くの有名アーティストによってカバーされている。
2012年2月7日にはライオネル・リッチー自身が、カウントリー歌手のシャナイア・トゥエインとデュエットしたセルフカバーを発表している。これはリッチーが同年にリリースしたアルバム『ベスト・デュエット〜タスキーギ』に収録されており、ビルボード"Adult Contemporary"チャートにおいて、年間総合で30位を記録した。また、同アルバムの日本盤（2012年11月7日発売）にはCrystal Kayとのデュエット・バージョンが収録された。